# 제35회 영국 아카데미 영화상
제35회 영국 아카데미 영화상은 1981년의 최고의 영화를 기리기 위해 1982년에 열린 시상식이다.

## 수상

### 작품상
- 불의 전차 수상

### 데이빗 린 상
- 아틀란틱 시티 - 루이 말 수상

### 칼 포먼 상
- 분노의 주먹 - 조 페시 수상

### 남우주연상
- 아틀란틱 시티 - 버트 랭커스터 수상

### 여우주연상
- 프랑스 중위의 여자 - 메릴 스트립 수상

### 각본상
- 그레고리의 여자 - 빌 포사이스 수상

### 편집상
- 분노의 주먹 - 셀마 슈메이커 수상

### 촬영상
- 테스 - 죠프리 언스워스 수상

### 음향상
- 프랑스 중위의 여자 - Don Sharpe 수상

### 의상상
- 불의 전차 - 밀레나 카노네로 수상

### 미술상
- 불의 전차 - 이안 홈 수상

### 프로덕션디자인상
- 레이더스 - 노만 레이놀즈 수상

### 단편애니메이션작품상
- Sheldon Cohen 수상

### 단편영화작품상
- Bob Bentley 수상

### 안소니 아스퀴스상
- 프랑스 중위의 여자 - 칼 데이비스 수상

## 같이 보기
- 제54회 아카데미상
- 제7회 세자르상
- 제34회 미국 감독 조합상
- 제39회 골든 글로브상
- 제2회 골든 래즈베리상
- 제34회 미국 작가 조합상